# Paperboy (videogioco)
Paperboy è un videogioco d'azione sviluppato da Atari, con protagonista un ragazzo che consegna giornali in bicicletta, inizialmente prodotto come arcade nel 1984 e in seguito convertito per la maggior parte delle console e home computer disponibili sul mercato.
Ebbe un seguito, Paperboy 2, ma solo per il mercato casalingo, e un remake per Nintendo 64, Paperboy 64.

## Modalità di gioco
Nel gioco si controlla un ragazzo che, a bordo di una bicicletta, deve consegnare dei quotidiani agli abbonati. Nel contempo deve evitare svariati ostacoli fissi e mobili (da automobili a ballerini di break dance), oltre che vandalizzare le case di chi non è abbonato al giornale. L'originale cabinato è dotato di un manubrio con il quale controllare la bicicletta, che può essere anche spinto avanti e indietro per regolare la velocità e include due tasti per lanciare il giornale.
Ogni livello si svolge lungo il lato sinistro di una strada piena di tipiche villette americane, con visuale isometrica e scorrimento in diagonale verso in alto a destra. Il ragazzo avanza costantemente ma può sterzare e cambiare velocità, muovendosi sul marciapiede, sui terreni di fronte alle abitazioni e su parte della strada. I giornali, in scorta limitata ma ricaricabile raccogliendone nuovi pacchi, si possono lanciare arrotolati verso sinistra e devono centrare le cassette della posta o le porte degli abbonati, mentre agli altri possono rompere finestre e altro per ottenere punti nel Breakage bonus (Bonus di distruzione). I giornali possono essere anche un'arma per eliminare alcuni dei pericoli.
Iniziando il gioco viene proposta una scelta di tre strade, rappresentanti i livelli di difficoltà: Easy Street (facile), Middle Road (medio) e Hard Way (difficile); ogni strada viene ripetuta per sette volte, dato che lo scopo è quello di consegnare i giornali per una settimana. Se a un cliente non si consegna il giornale oppure si fanno dei danni, non sarà più abbonato dalla giornata successiva, e se si terminano gli abbonati si viene sconfitti a prescindere dalle vite rimaste. In Easy Street se il giocatore perde tutti gli abbonati al Lunedì, al giocatore verrà data un'ultima possibilità di continuare il gioco. Se il giocatore perde ancora tutti gli abbonati, si verrà licenziati e il gioco termina. Mentre in Middle Road e in Hard Way, se si perdono tutti gli abbonati al Lunedì, si verrà istantaneamente licenziati in tronco, terminando il gioco. Ogni livello è preceduto da una schermata simile alla prima pagina di un quotidiano, dotata di commenti sull'andamento delle consegne.
Alla fine di ogni livello occorre affrontare un percorso bonus, su un terreno sterrato di allenamento con bersagli da tiro a segno, rampe e ostacoli, nel quale è possibile guadagnare molti punti lanciando giornali ai bersagli; le vite perse qui non vengono conteggiate fra quelle dei livelli normali.
Le schermate di fine gioco mostrano titoli di giornale che descrivono gli eventi.